# Lindsaea humbertii
Lindsaea humbertii là một loài thực vật có mạch trong họ Dennstaedtiaceae. Loài này được (Tardieu) K.U. Kramer miêu tả khoa học đầu tiên năm 1972.